# 웬들 윌키
웬들 루이스 윌키(Wendell Lewis Willkie, 1892년 2월 18일 ~ 1944년 10월 8일)는 미국의 변호사이자 기업 간부였으며 1940년 미국 대통령 선거의 공화당 측 후보였다.
윌키는 제2차 세계 대전에서 연합국을 지지한 것으로 알려졌다.  진주만 공격이 있기 전에 미국이 중립을 지켰어도 그는 나치 독일을 싸우는 데 미국이 영국과 다른 국가들에게 도움을 주는 것을 원했다.  그는 선거를 이긴 현직 대통령 프랭클린 D. 루스벨트를 상대로 출마하였다.
1892년 인디애나주에서 태어났고, 그의 부모는 둘다 변호사들이었며 그는 그들의 발자취를 따랐다.  그는 제1차 세계 대전에 복무했으나 전투를 보지 않았다.  전쟁 후에 그는 오하이오주에서 성공적인 변호사가 되었다.  그는 이후에 큰 전기 회사 코먼웰스 앤드 서던 코퍼레이션 (C&S)을 위하여 일하는 데 뉴욕으로 이주하였다.  1933년 그는 빠르게 그 사장이 되었다.
루스벨트 대통령은 곧 테네시강 유역 개발 공사를 시작하였다.  이 정부 기관은 전력을 공급할 것이며 윌키의 회사와 경쟁하였다.  1933년부터 1939년까지 윌키는 테네시강 유역 개발 공사를 상대로 싸웠다.  그는 의회에서, 법원들에서 그리고 대중에게 논쟁하였다.  그는 결국적으로 좋은 가격을 위하여 자신의 회사의 재산을 테네시강 유역 개발 공사에게 팔았다.  이것은 그가 잘 알려지고 존경을 받도록 만들었다.
윌키는 오랫동안 민주당원으로 지내왔다.  그러나 1939년 그는 공화당으로 전향하였다.  그는 초기 예비 선거들에 출마하지 않았다.  대신 그는 만약 다른 후보들이 붙어 있었다면 자신이 공화당 전당 대회에서 선택되기를 희망하였다.  유럽에서 독일군이 전진하면서 많은 공화당원들은 연합국에게 도움을 줄 후보를 원했다.  그들은 영국에게 원조를 지지했던 윌키를 선택하였다.
선거에서 패한 후, 윌키는 루스벨트 대통령을 위하여 해외를 순방하였다.  그는 어떤 보수주의자들을 행복하지 않게 했던 대통령을 지지하였다.  1944년 윌키는 다시 대통령을 위하여 출마했으나 주요 예비 선거를 패한 후 탈퇴하였다.  그는 그해 10월 사망하였다.  윌키는 루스벨트가 임대 프로그램을 통과시키는 도움을 준 것으로 기억되었다.  이 프로그램은 영국과 다른 연합국들에게 중요한 공급물을 보냈다.

## 초기 생애와 교육
인디애나주 엘우드에서 태어났다.  그의 부모 헨리에타와 허먼 윌키는 둘다 변호사들이었다.  그의 모친은 인디애나주에서 법률 업무를 하는 데 허용된 첫 여성들 중의 하나였다.  그의 조부모는 독일에서 건너왔으며 그들은 거기서 1848년 혁명에 연루되었다.
윌키가는 자신들이 노예제를 반대했기 때문에 인디애나주로 이주하였다.  웬들은 6명의 지능적 자녀들 중에 4째였다.  그는 저녁 식사에서 가족의 논의들이 있었던 동안 토론하는 것을 배웠다.  이 실력은 이후의 일생에서 그에게 도움을 주었다.
그의 첫 이름이 루이스였어도 모든이들은 그를 웬들로 불렀다.  그의 부친은 정치에 흥미를 가졌다.  1896년 그는 민주당 대통령 후보 윌리엄 제닝스 브라이언을 보는 데 그의 아들들을 데려갔다.  브라이언은 이후에 그들의 집에서 머물어 웬들의 첫 정치적 영웅이 되었다.
윌키가 14세때 그의 부모는 여름 동안 그를 컬버 사관 학교로 보냈다.  그들은 그를 더욱 훈련되기를 원했다.  고등학교에서 그는 좋은 학생으로 자신의 영어 교사에 의하여 영감을 받았따.  그는 미식축구 팀에 가입했으나 오히려 토론 팀을 좋아했다.  그는 자신의 최종해에 클래스 회장이었다.
여름 방학 동안 윌키는 집으로부터 멀리서 일했다.  17세때 그는 사우스다코타주와 옐로스톤 국립공원에서 일했다.  고등학교 시절 후에 그는 인디애나 대학교 블루밍턴으로 갔다.  그는 학생 반항아였으며 카를 마르크스에 관하여 읽고 사회주의에 과정을 요청하였다.  그는 또한 이후에 주지사가 된 폴 V. 맥너트를 위하여 성공적인 학생 캠페인을 관리하는 도움을 주기도 했다.
1913년에 졸업한 윌키는 법학 대학원을 위하여 돈을 버는 데 캔자스주의 고등학교에서 역사를 가르쳤다.  1914년 그는 푸에르토리코에서 연구실 조교로 일했다.  거기서 고통받고 있던 구직자들은 그를 사회 정의에 더욱 관심을 가지도록 만들었다.  
1915년 그는 인디애나 로스쿨에 입학하였다.  그는 정상의 학생이었고 1916년 높은 영예와 함께 졸업하였다.  그는 부모의 로펌에 가입하였다.  1917년 4월 2일 그는 미국 육군에 자원하였다.  이것은 우드로 윌슨 대통령이 독일 제국에 전쟁을 선언하는 데 의회에 의문했던 날이었다.  육군 서기는 그의 첫 두 이름을 섞어 그는 웬들 루이스 윌키가 되었다.  그는 포병 훈련을 위하여 보내졌다.  전쟁이 끝나면서 그는 프랑스에 도착했으나 싸우지 않았다.
1918년 1월 그는 에디스 윌키에게 결혼하여 단 하나의 아들 필립을 두었다.  윌키는 1919년 초순에 제대하였다.

## 변호사와 기업 간부 (1919년-1939년)

### 애크런 변호사와 활동가
군 제대 후에 윌키는 인디애나주로 돌아왔다.  그는 의회를 위하여 출마하는 것에 관하여 생각했다.  그러나 그는 자신의 기회들이 도시에서 더욱 나을 것이라고 말해졌다.  1919년 5월 그는 오하이오주 애크런에서 타이어·고무 회사 파이어스톤과 직업을 얻었다.  그는 로펌에 가입하는 데 곧 떠났다.
윌키는 애크런 민주당에서 활동적이 되었다.  그는 1924년 민주당 전당 대회에서 대표자였다.  그는 당시 권력적이었던 쿠 클럭스 클랜에 맞서 싸웠다.  1925년 그는 애크런 교육위원회로부터 클랜 일원들을 제거하는 도움을 주었다.
그의 로펌은 몇몇의 공공 시설 회사들을 대표하였다.  윌키는 시설 문제들을 다루었던 것으로 알려지게 되었다.  1925년 그는 애크런 변호사 협회의 회장이 되었다.  코먼웰스 앤드 서던 코퍼레이션 (C&S)의 의장 B.C. 코브는 윌키를 알아차렸다.  1929년 코브는 회사를 위하여 법률 고문으로서 윌키에게 직업을 제공하였다.  윌키는 받아들이고 뉴욕으로 이주하였다.

### C&S 회사를 이끌며
웬들과 에디스 윌키는 1929년 10월 뉴욕으로 이주하였다.  이것은 월스트리트 대폭락이 있기 겨우 몇주 전이었다.  윌키는 곧 도시를 사랑하게 되었다.  그는 브로드웨이 연극을 다니고 많은 신문들을 읽었다.  그는 도서 리뷰 편집자 이리타 밴 도런과 친구가 되었다.  그녀는 그에게 새로운 아이디어들과 친구들을 소개시켰다.
C&S에서 윌키는 빠르게 승진하였다.  그는 자신의 상사들에게 인상을 주었다.  그의 업무의 대부분은 뉴욕의 외부에 있었다.  전기 비지니스에서 지도자 코브는 C&S를 국가에서 가장 큰 회사로 만드는 데 165개의 시설 회사들을 합쳤다.  1933년 1월 윌키는 C&S의 사장이 되었다.
윌키는 정치에서 계속 관심을 갖고 있었다.  그는 1932년 민주당 전당 대회에서 대표자였다.  그는 대통령을 위하여 뉴턴 D. 베이커를 지지하였다.  그러나 프랭클린 D. 루스벨트가 후보 지명을 이겼다.  윌키는 실망했으나 루스벨트를 지지하였다.  그는 루스벨트의 캠페인으로 돈 마저 기부하였다.

### 테네시강 유역 개발 공사 경쟁

데이비드 E. 릴렌탈과 함께

대통령이 된 곧 후에 루스벨트는 테네시강 유역 개발 공사 (TVA)를 창조하는 것을 제안하였다.  이 정부 기관은 가난한 테네시강 유역으로 홍수 조절과 값이 싼 전기를 가져올 것이었다.  그러나 TVA는 C&S 같은 비상장 기업들과 경쟁할 것이었다.  1933년 4월 윌키는 의회로 연설하였다.  그는 테네시강 유역을 개발하는 아이디어를 좋아했다.  그러나 그는 정부가 직접 경쟁하지 않고 댐들을 위하여 전력 만을 팔아야 하는 것인줄 알았다.
C&S와 TVA는 몇달간 협상하였다.  1934년 1월 그들은 합의에 도달하였다.  C&S는 테네시강 유역에서 그 어떤 재산권을 파는 데 동의하였다.  정부는 TVA가 많은 지역들에서 경쟁하지 않을 것을 동의하였다.  윌키는 민간 동력 산업을 위하여 주요 대변인이 되었다.
1934년 12월 윌키와 루스벨트는 처음으로 만났다.  만남은 친근해 보였다.  그러나 그들은 각각 그것에 관하여 다른 이야기를 말했다.  루스벨트는 시설 지주 회사들이 분할되어야 하는 것을 결정하였다.  1935년 1월 그는 윌키에게 이것을 말했다.  그 동안 민간 회사들은 TVA를 멈추려고 노력했다.  그들은 잘못된 정보를 퍼뜨리고 지역들을 주장하는 데 악의적인 행동을 일으켰다.

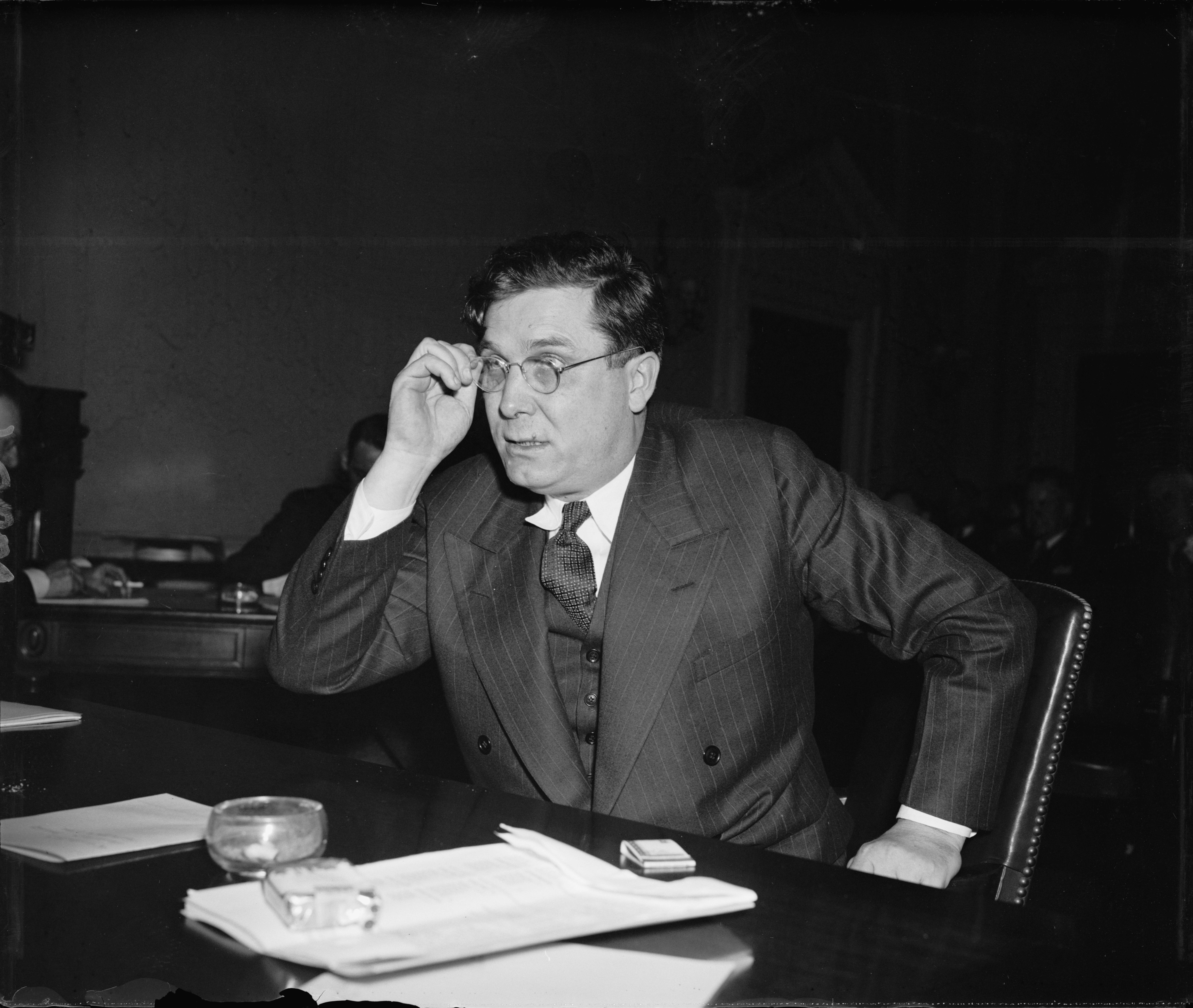
1939년 의회 위원회에서 증언하는 윌키

1935년을 통하여 윌키는 산업의 주요 섭외 대리인이었다.  상원이 회사들을 해산하는 법안을 통과시켰을 때 윌키는 연설을 하였다.  그는 대중에게 법률을 반대하는 데 의문하였다.  많은 편지들은 의원들에게 보내졌다.  그러나 그것은 많은이들이 전기 회사들에 의하여 지불된 것으로 찾아졌다.  그러고나서 루스벨트는 3년 안에 해산을 요구하는 법률을 통과시키는 데 의회를 밀고 나갔다.
1936년 9월 루스벨트와 윌키는 다시 만났다.  윌키는 선거에서 공화당 후보 앨프 랜던을 지지하였다.  그러나 루스벨트가 엄청난 차이로 이겼다.  12월에 법원은 TVA를 멈추었다.  그러고나서 윌키는 대중에게 자신의 사건을 가져갔다.  그는 기사들을 쓰고 연설을 하였다.  그는 시설들에 대한 정부의 정책들이 경제에 해를 끼치고 있었다는 것을 말했다.  더 새터데이 이브닝 포스트는 윌키를 "말대꾸하는 남자"로 불렀다.
윌키와 TVA의 우두머리 데이비드 E. 릴렌탈은 1년간 협상하였다.  윌키는 C&S의 자산을 위하여 8천 8백만 달러를 원했다.  TVA는 5천 5백만 달러를 제공하였다.  1939년 1월 C&S를 위하여 최종 법정 패소 후에 그들은 거래에 도달하였다.  C&S는 TVA에게 7천 8백 60만 달러를 위하여 그 자산을 팔았다.  윌키는 완고한 협상자로 보였다.  그는 국가적 주의를 얻고 1940년 가능한 대통령 후보로서 마저 숙고되었다.

## 1940년 미국 대통령 선거

### 후보가 되면서

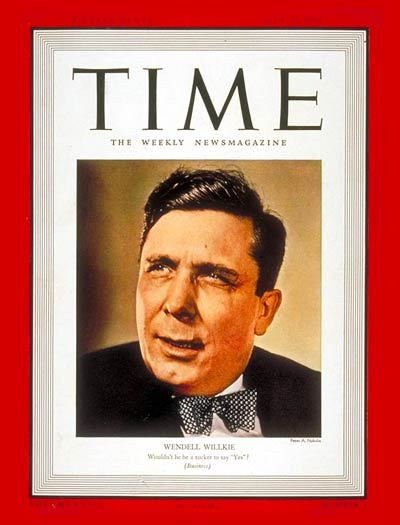
1939년 7월 31일 타임 잡지 표지에 나온 윌키의 모습

1940년 미국 대통령 선거 운동은 유럽에서 제2차 세계 대전이 일어난 동안 일어났다.  미국은 중립에 있었다.  그러나 국가는 둘로 나누어졌다.  고립주의자들로 불린 어떤이들은 전쟁에 개입하지 않기를 원했다.  개입주의자들로 불린 다른이들은 미국이 나치 독일과 싸우는 데 연합국에게 도움을 주어야 한다는 느낌이 들었다.
1937년 만큼 일찍이 윌키는 가능한 민주당 후보로서에 관하여 이야기되었다.  그는 1938년 1월 라디오 토론이 있던 후에 더욱 많은 주의를 얻었다.  그는 배려심 많은 기업인으로서 나타났다.  윌키에 관한 긍정적인 소식 이야기들은 지속되었다.  1939년 7월 그는 타임 잡지의 표지에 있었다.  "윌키는 시초적으로 자신이 대통령을 위하여 출마할 것이라고 생각하지 않았다.  그는 마음이 변했다.  그의 친구 러셀 대번포트가 그의 캠페인 매니저가 되었다.  윌키는 기업을 지지하고 외국의 침략을 반대하는 데 양당을 충고하는 기사를 썼다."
윌키는 루스벨트가 3번째 기간을 위하여 출마할 것을 믿었다.  그래서 그는 공화당원으로서 출마하기로 결정하였다.  1939년 후순에 그는 자신의 당 등록을 바꾸었다.  그는 루스벨트의 정책들이 반기업적이었다고 말했다.  그는 자신의 옛 당이 자신의 가치를 더 이상 대표하지 않았다고 느껴졌다.  그는 이후에 "난 나의 당을 떠나지 않았다.  나의 당이 나를 떠났다"고 말했다.
유럽에서 전쟁은 1939년 9월에 시작되었다.  대부분의 미국인들은 개입하지 않기를 원했다.  그러나 윌키는 가끔 미국에게 위험에 관하여 연설하였다.  그는 미국이 영국과 연합국들에게 도움을 주어야 한다고 말했다.
윌키는 공화당 예비 선거들에 들어가지 않았다.  그는 만약 다른 후보들이 충분한 투표를 이기지 않는다면 전당 대회에서 선택되기를 희망하였다.  그의 캠페인은 많은 정치 신인들에 의하여 운영되었다.  "윌키 클럽스"라는 그룹들이 형성되었다.  그들은 루스벨트를 꺾는 데 새로운 당수들을 원했던 공화당원들을 끌어들였다.  윌키는 자유주의적 공화당원들에게 호소하였다.  그의 평상시의 모습과 인디애나 사투리는 그를 평범한 사람처럼 보이게 만들었다.
전당 대회가 6월에 접근하면서 아돌프 히틀러의 군대가 유럽에서 전진하였다.  대표단들은 고립주의자를 선택할 것에 관하여 걱정하였다.  고립주의에 반대하는 연설을 하고 성공적인 기업 간부였던 윌키는 끌리는 선택 사항이 되었다.  윌키는 많은 연설을 하여 해럴드 스타센과 레버렛 솔턴스톨 같은 중요한 주지사들로부터 지지를 얻었다.  여론 조사는 그의 지지가 빠르게 상승하는 것을 보여주었다.

### 전당 대회

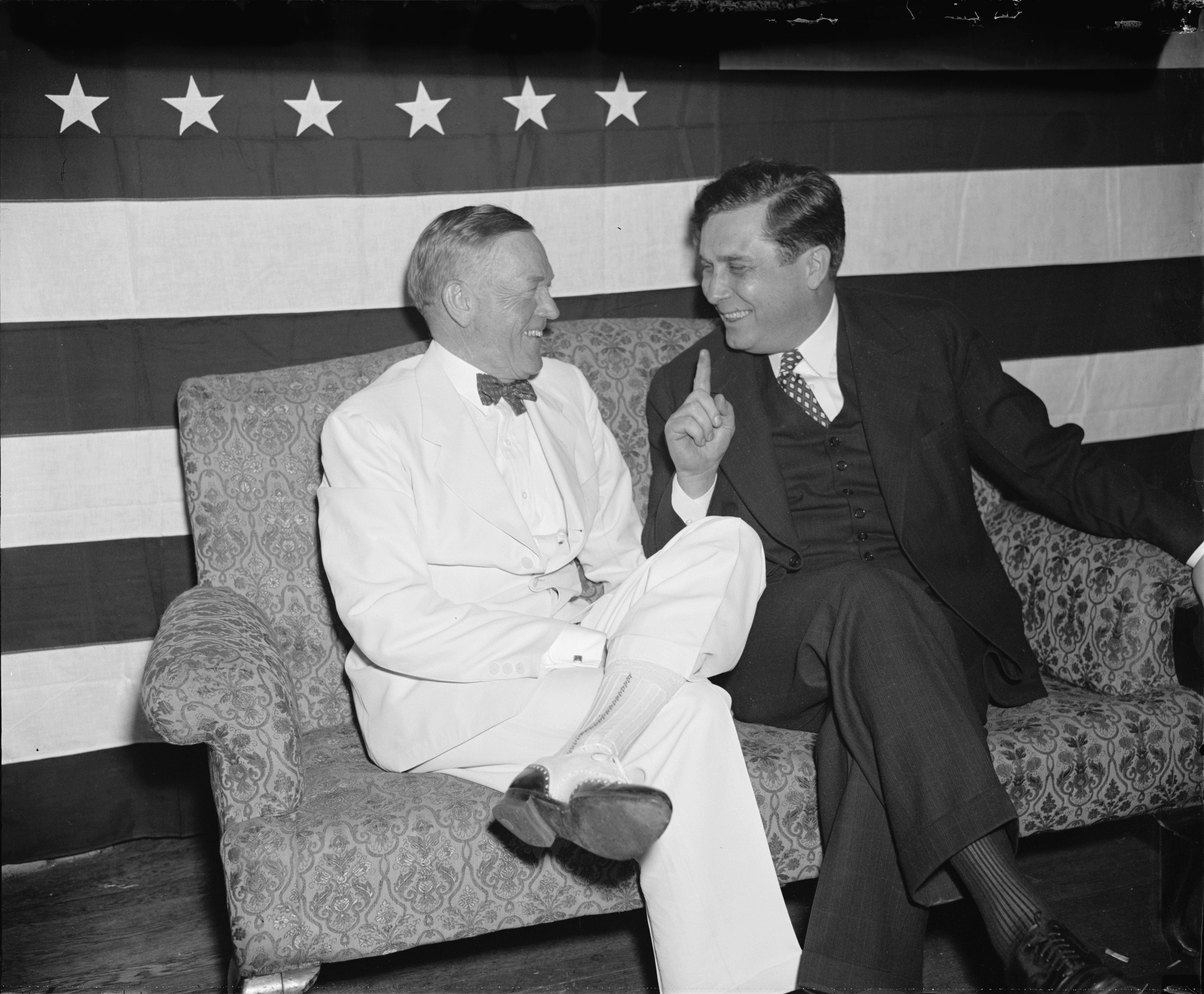
러닝메이트 찰스 L. 맥너리와 함께

1940년 6월 24일 공화당 전당 대회가 필라델피아에서 시작되었다.  대표단들은 전쟁과 후보를 논의하였다.  루스벨트는 자신의 내각으로 지원을 개입한 2명의 공화당원들을 겨우 임명하였다.  이것은 공화당원들을 둘로 갈라놓았다.
전당 대회가 있기 이틀 전에 윌키는 필라델피아에 도착하였다.  그는 역으로부터 자신의 호텔로 걸어가며 의문들을 답하였다.  그의 캠페인은 비밀의 방들로부터 운영되었다.  그의 지지자들은 대표단들에게 많은 전보를 보냈다.  주요 전당 대회의 관계자들은 윌키를 지지하였다.  이것은 하원의 야당 대표 조 마틴을 포함하였다.
첫날 밤에 스타센 주지사가 연설하였다.  그러고나서 그는 윌키를 위한 자신의 지지를 공고하였다.  다음날 밤에 허버트 후버 전 대통령이 연설하였다.  그러나 그의 연설은 듣기 어려웠다.  듀이의 캠페인이 윌키의 상승하는 지지를 멈추려고 했다.  윌키는 대표단과 기자들을 만났으며 아프리카계 미국인 대표단들 마저 만났다.
인디애나주 의원 찰스 홀렉은 윌키를 후보로 지명하는 연설을 했다.  그는 공화당으로 윌키의 최근의 변화는 문제가 아니였다고 말했다.  홀렉이 윌키의 이름을 말했을 때 어떤 대표단들은 야유하였다.  그러나 공공 발코니들에 있던 사람들은 크게 응원하여 "우리는 윌키를 원한다!"고 소리쳤다.  윌키의 지지자들은 갤러리들로 많은 티켓들이 주어졌다.
첫 투표에서 토머스 E. 듀이가 가장 많은 투표를 가졌다.  그러나 두번째 투표에서 듀이는 지지를 잃기 시작했다.  윌키는 대통령을 위한 공화당 후보가 되었다.
윌키는 자신의 러닝메이트로서 오리건주의 찰스 L. 맥너리를 선택하였다.  맥너리는 변호사이자 농부였다.  그는 서부에서 인기가 있었다.  윌키는 선택된 후에 전당 대회로 연설하는 데 첫 공화당 후보 지명자가 되었다.  그는 "민주주의와 우리의 생활 뱡향은 여태까지 향했던 가장 중대한 시험을 향하고 있습니다... 여기서 우리는 생활의 민주주의 방향으로 우리 자신을 봉납하는 데 홀로의 공화당원들이 아닌 미국인들입니다."고 말했다.

### 총선 캠페인

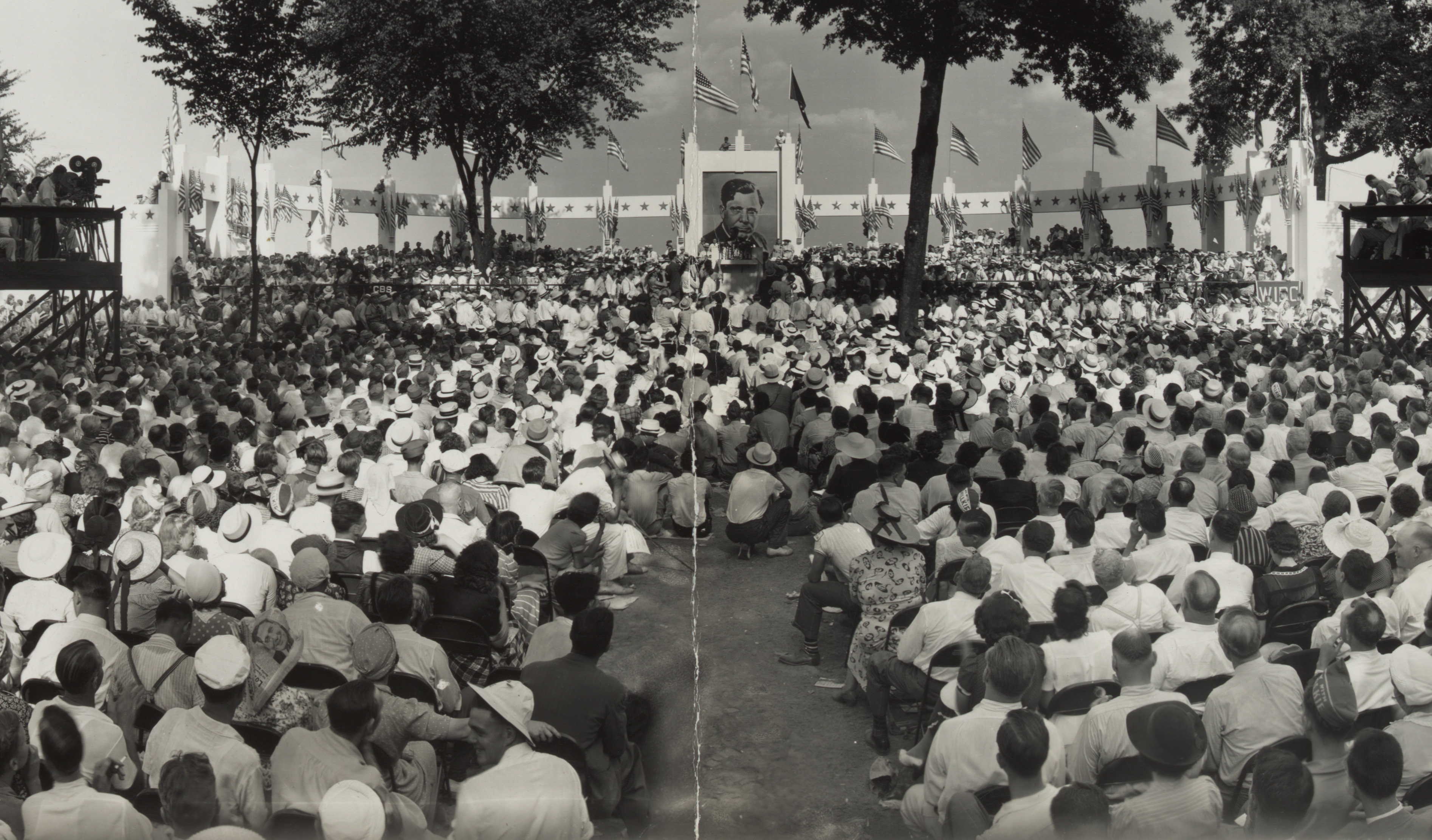
인디애나주 엘우드에서 윌키가 후보 지명을 받아들이는 모습 (1940년 8월 17일)

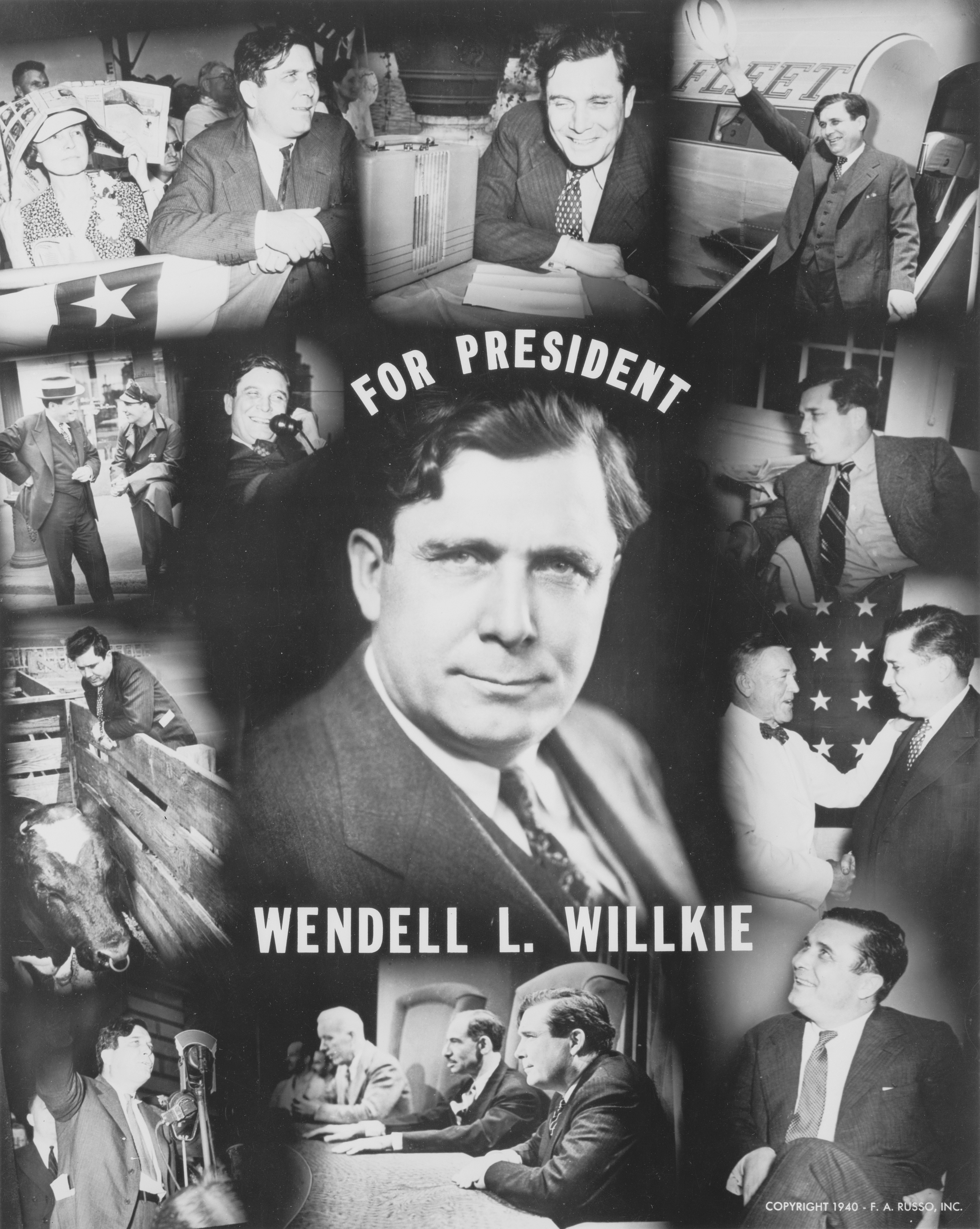
"대통령을 위하여 윌키" 포스터

전당 대회 후에 윌키는 뉴욕으로 돌아왔다.  그는 C&S로부터 사임을 했다.  여론 조사는 그가 루스벨트의 6 포인트 만의 뒤로 있던 것을 보여주었다.  7월 루스벨트는 민주당원들에 의하여 후보로 지명되었다.  그는 자신이 세계 위기 때문에 활동적으로 캠페인을 벌이지 않을 것이라고 말했다.
8월 17일 형식적으로 윌키는 엘우드에서 후보 지명을 받아들였다.  최소한 150,00명의 큰 관중이 참석하였다.  그날은 매우 더웠다.  윌키는 자신의 연설을 읽는 데 분투하였다.  그는 다음달 동안 러시빌에서 머물었다.  그는 월스트리트가 아닌 자신의 고향 주로 연결되는 것으로서 보이기를 원했다.  그는 루스벨트의 연합국 원조를 지지하였다.  그는 또한 평화시대 초안을 지지하기도 했다.

1940년 미국 대통령 선거의 결과를 보여주는 지도. 적색이 윌키가 가져간 주들을 보여준다.

보수주의자들과 고립주의자들은 윌키에 관하여 매우 신나지 않았다.  루스벨트는 이름에 의하여 윌키를 언급하지 않았다.  그는 윌키에게 홍보를 하지 않기를 원했다.  이것은 윌키의 캠페인을 더욱 어렵게 만들었다.  윌키는 뉴딜 사회 프로그램을 지키는 것을 약속하였다.  그는 또한 사회 보장을 확장시키고 모두를 위하여 직업들을 마련할 것을 약속하면서 "난 새로운 세상을 약속합니다."고 말했다.
9월 12일 윌키는 열차 순회를 시작하였다.  그는 31개의 주들을 방문하였다.  그는 많은 장소들에서 큰 관중들을 끌어들였으나 리포터들은 몇몇의 근로자 계급 사람들이 그의 집회들에 있었던 것을 보았다.  근로자 계급 지역들에서 어떤이들은 그를 야유하였다.  윌키의 부인 에디스는 그와 여행을 다니면서 언론의 관심을 좋아하지 않았다.
선거가 가까워지면서 여론 조사는 루스벨트가 훨씬 앞서고 있는 것을 보여주었다.  윌키는 루스벨트가 미국을 전쟁으로 이끌 것이라는 것을 말하기 시작하였다.  그는 그가 미국이 전쟁으로 개입하지 않을 것을 주장하였다.  이 새로운 접근은 여론 조사에서 그에게 도움을 주었다.  루스벨트는 연설을 하면서 응답하였다.  그는 "너희들은 아무 해외 전쟁으로 보내지지 않을 것이다"고 말했다.
11월 2일 윌키는 뉴욕에서 집회와 함께 자신의 캠페인을 끝냈다.  여론 조사는 그가 4 포인트 뒤에 있던 것을 보여주었다.  많은 전문가들은 그것이 가까운 경주가 될 것이라고 생각했다.  11월 5일 선거의 날에 루스벨트가 3번째 기간을 이겼다.  그는 유권자 투표의 55 퍼센트를 받았다.  루스벨트가 38개의 주를 이긴 동안 윌키는 10개의 주를 이겼다.  윌키의 2천 2백 30만 투표들은 당시 공화당 후보를 위하여 기록을 세웠다.
선거 후에 윌키는 라디오 연설을 했다.  그는 그것이 국가를 위하여 중요했을 때 루스벨트를 지지하는 데 자신의 지지자들을 촉구하였다.  이후에 루스벨트는 "난 내가 이긴 것에 행복하나 웬들이 패한 것에 미안하다"고 말했다.

## 활동가와 정치인 (1940년-1943년)

### 영국 방문

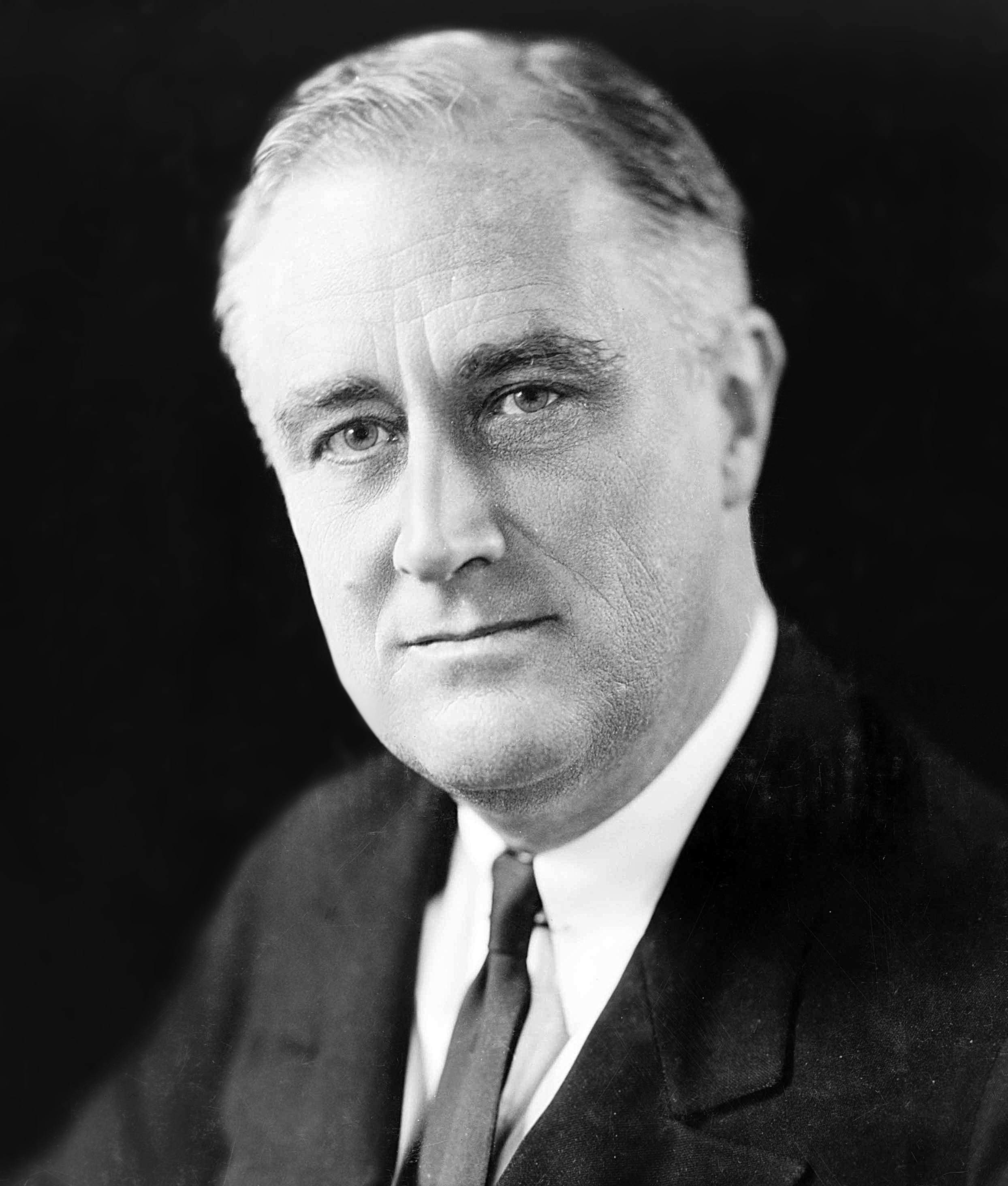
루스벨트 대통령은 윌키에게 영국에서 자신의 형식적 교섭인으로 지내는 것을 의문하였다.

자신이 선거를 패했어도 윌키는 중요한 대중의 인물이 되었다.  그는 군사 원조와 함께 영국에 도움을 주는 데 자신의 다음 목표를 결정하였다.  1941년 1월 13일 그는 대통령의 임대 프로그램을 위한 자신의 지지를 공고하였다.  이 프로그램은 공화당원들과 매우 인기가 없었다.  윌키의 지지는 큰 파문을 일으켰다.
루스벨트는 윌키의 재능을 보았다.  그는 자신의 전 상대의 영향력을 쓰기를 원했다.  루스벨트의 조언자는 윌키가 영국으로 여행을 떠나는 것을 제안하였다.  이것은 양당이 영국을 지지했던 것을 보여줄 것이었다.  윌키는 이미 방문을 계획세우고 있었다.  루스벨트는 윌키의 방문이 그의 소유의 조언자들 중에 하나를 보내는 것보다 더욱 효과적일 것을 믿었다.
1월 19일 윌키는 백악관에서 루스벨트를 방문하였다.  루스벨트는 윌키에서 영국으로 자신의 정식적인 대표가 되는 것을 의문하였다.  윌키는 받아들였다.  루스벨트는 영국의 윈스턴 처칠 총리를 위한 편지를 그에게 주었다.  해외로 여행은 당시 정치인들을 위하여 공동적이 아니었다.  그래서 윌키의 임무는 많은 대중의 관심을 얻었다.  1월 22일 그는 런던을 위하여 떠났다.
런던에서 윌키는 언론에게 영국에 "가능한 최대한의 도움"을 주는 데 미국에 도움을 주기를 원했다고 말했다.  그는 영국의 도시들에서 독일군의 폭탄 투하로부터 손해를 보았다.  영국 대공습이 있던 동안 그는 거리들을 걸어다녀 폭탄 대피소들을 방문하였다.  처칠은 윌키를 초대하여 "이 가장 유능하고 강력한 남자"와 함께 긴 산책을 했다.
윌키의 영국 방문은 성공이었다.  그는 또한 연합국에 가입하는 데 설득시키려고 아일랜드를 방문했으나 비성공적이었다.  2월 5일 워싱턴 D. C.로 돌아온 윌키는 6일 후에 상원 대외 관계 위원히 앞에서 증언하였다.  그의 지지는 임대 프로그램을 통과시키는 데 핵심이었다.  
윌키의 증언은 그를 정부의 외부에서 개입의 지도적인 지지자로 만들었다.  대중적으로 루스벨트는 라디오 연설에서 윌키를 지지하였다.  3월 갤럽 여론 조사는 미국인들의 60 퍼센트가 윌키가 좋은 대통령일 것을 생각했다는 것을 보여주었다.
4월 윌키는 뉴욕 로펌에 가입하였다.  2개월 후에 그는 영화 제작자들을 대표하였다.  그들은 전쟁을 찬성하는 선동을 만든 것으로 기소되었다.  윌키는 자유적인 연설로 그들의 권리를 방어하였다.  의회는 더욱 나가서의 활동을 취하지 않았다.
1941년 후순에 윌키는 중립법을 호소하는 데 싸웠다.  그는 전쟁을 위하여 미국의 유대인들에 핑계를 댄 비행가 찰스 린드버그의 연설이 "미국적이지 않다"는 것을 주장하였다.  루스벨트는 윌키가 그의 행정부에 가입하기를 원했으나 윌키는 독립적으로 남아있기를 원했다.

### 전시 옹호자

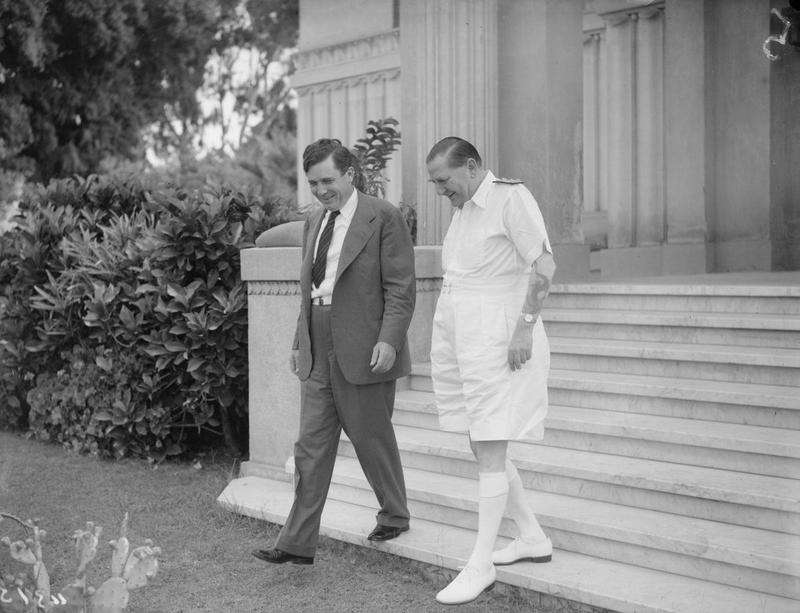
이집트 알렉산드리아에서 헨리 하우드 해군 대장과 함께 (1942년 9월 6일)

1941년 12월 7일 일본의 진주만 공격 후에 윌키는 전임적으로 루스벨트를 지지하였다.  1942년 7월 윌키는 루스벨트에게 또다른 해외 임무를 제안하였다.  이어진 달에 윌키는 자신이 소련, 중국과 중동을 방문할 것을 공고하였다.
윌키의 임무는 루스벨트를 대표하는 것이었다.  그는 미국의 단결을 보이고, 정보를 모으고 전후의 계획들을 논의하려고 했다.  8월 26일 그는 미국을 떠났다.  그의 첫 정거장은 자신이 버나드 몽고메리 장군을 만났던 북아프리카였다.  베이루트에서 그는 자유 프랑스의 지도자 샤를 드골 장군과 머물었다.  예루살렘에서 윌키는 유대인과 아랍인들을 만나 둘다의 민족들이 정부의 일부여야 하는 것을 말했다.
소련에서 그는 이오시프 스탈린과 만났다.  자신이 돌아왔을 때 그는 소련을 위하여 더욱 고귀한 임대 조건을 위하여 주장하였다.  중국에서 윌키는 장제스와 부인 쑹메이링 여사에 의하여 초대를 받았다.  그는 중국군이 일본군과 싸우는 것을 보는 데 전선을 방문하였다.  그는 식민지주의에 반대하는 연설을 했으며 그의 진술은 "우리는 우리의 자리를 지킬 것이다"고 말했던 처칠을 화나게 했다.
1942년 10월 26일 윌키는 라디오에 "국민들에게 보고"를 연설하였다.  대략 3천 6백만 국민들이 그것을 들었다.  4월에 이어 그는 〈하나의 세상〉을 출판하였으며 이 책은 그의 여행들을 묘사하였다.  그것은 전쟁 후에 미국이 세계의 기구에 가입하는 것을 촉구하였다.  책은 큰 베스트셀러엿으며 첫 달에 수백만의 사본을 팔았다.  그것은 윌키가 당의 정치 위로 지내온 것을 보였기 때문에 매우 영향적이었다.  

### 민권 활동
1940년 캠페인 동안 윌키는 워싱턴 D. C.에서 인종적 분리를 끝내는 약속을 했다.  그는 공무원과 군대를 통합하는 데 굳은 약속을 하기도 했다.  그는 2개의 가장 큰 아프리카계 미국인 신문들로부터 지지를 얻었다.  루스벨트는 흑인 투표인들을 잃을 것에 두려웠다.  그래서 그는 아프리카계 미국인들을 위하여 몇몇의 중요한 흥행들을 만들었다.  루스벨트는 흑인 투표의 가장 많은 수를 지키는 데 성공하였다.  선거 후에 윌키는 민권을 위하여 계속 싸울 것을 약속했다.
윌키는 공화당원들에게 그들이 소수 민족들을 위하여 동등한 권리를 완전히 지지해야 할 것을 말했다.  그는 남부의 인종 차별주의자들에게 굴복한 것에 대해 루스벨트를 비판하였다.  1942년 윌키는 전미 유색인 지위 향상 협회 (NAACP)를 위한 전당 대회에서 연설하였다.  그는 군대의 인종적 통합을 촉구하였다.  1943년 6월 디트로이트에서 난폭한 인종 폭동이 일어났을 때 그는 국내 라디오 방송에 연설하여 인종 문제들을 무시한 것으로 양당을 비판하였다.
1943년 윌키는 NAACP의 사무총장 월터 화이트와 일했다.  그들은 영화들에서 더욱 나은 역할들을 위하여 흑인들에게 보여주는 데 헐리우드를 설득하려고 노력하였다.  영화의 지도자들은 변화들을 약속하였다.  그러나 1944년 윌키의 사후 그들은 스테레오타입의 역할들에 보여주기 위해 돌아갔다.  NAACP는 이후에 그 본부를 웬들 윌키 기념 빌딩으로 이름이 지어졌다.
1942년 11월 9일 윌키는 미국 대법원 앞에서 사건을 주장하였다.  그는 미국 공산당 서기 윌리엄 슈나이더만을 대표하였다.  정부는 슈나이더만의 시민권을 가져가 버렸다.  윌키는 슈나이더만의 권리들이 방어되어야 한다는 것을 주장하였다.  그는 "시민의 자유가 방어되어야 할 모든 시간 중에 그것은 지금이다"고 말했다.  1943년 대법원은 슈나이더만의 호의에 다스렸다.  윌키는 또한 전쟁을 위하여 유대인들을 핑계된 것에 반대하는 연설을 하기도 했다.  그는 "마녀 매달리기와 폭도 탄압"에 반대하는 경고를 했다.  1942년 그는 아메리칸 히브리 메달을 받았다.

## 1944년 대통령 선거 운동
윌키는 다시 대통령을 위하여 출마하는 데 1943년 준비의 거의를 보냈다.  그는 공화당과 비당파 단체들에게 연설하였으며 루스벨트와 만나지 않았다.  공화당의 당수들은 그가 1942년 선거를 위하여 당을 위하여 캠페인을 벌이기를 원했다.  그러나 그는 대신 세계 순방에 떠났다.  루스벨트의 교섭인으로서 그가 받은 홍보는 많은 공화당원들을 좌절시켰다.  1943년까지 몇몇의 공화당 의원들은 윌키를 지지하였다.
1943년 10월 인터뷰에서 윌키는 자신의 후보직을 공고하였다.  그는 고립주의로 돌아가는 것은 당을 위하여 나쁠 것이라고 말했다.  그는 자신의 공공적 지지를 보이는 데 몇몇의 예비 선거들에 들어가기로 결정하였다.  그는 자신의 첫 주요 시험을 위하여 위스콘신주를 선택하였다.  1940년 윌키는 위스콘신주를 이기지 않았으며 그의 조언자들은 대부분이 고립주의자들이었던 거기에 큰 독일계 미국인 인구에 관하여 걱정했다.  윌키는 만약 위스콘신주에서 나쁘게 했다면 자신의 캠페인을 끝낼 것이라고 말했다.
3월 14일 윌키는 뉴햄프셔주 예비 선거를 이겨 11명의 대표단 중에 6명을 가져갔다.  이것은 실망으로 보였다.  위스콘신주에서 윌키는 2주간 캠페인을 벌였다.  그는 대부분의 신문에 의하여 지지되었다.  그러나 여론 조사는 그가 토머스 E. 듀이에 멀리 뒤에 있었음을 보여주었다.
3월 16일 윌키는 8개의 연설을 하였다.  빠른 속도 때문에 그의 목소리가 아팠다.  그는 집회에 도달하는 데 눈보라를 통하여 여행을 갔다.  그는 큰 관중들을 끌어들였다.  그는 그들에게 공화당이 새로운 뉴딜을 받아들여야 했다는 것을 말했다.  그는 또한 미구이 전쟁 후에 세계에서 활동적으로 남아야 한다고 말하기도 했다.  4월 4일 듀이는 위스콘신주의 24개 대표단들 중에 17명을 이겼다.  윌키의 대표단을 마지막으로 왔다.  다음날 밤에 윌키는 자신의 캠페인을 끝내고 있었다는 것을 공고하였다.  그는 "이제 내가 후보로 지명될 수 없다는 것이 분명해졌다"고 말했다.

## 최종의 세월과 사망

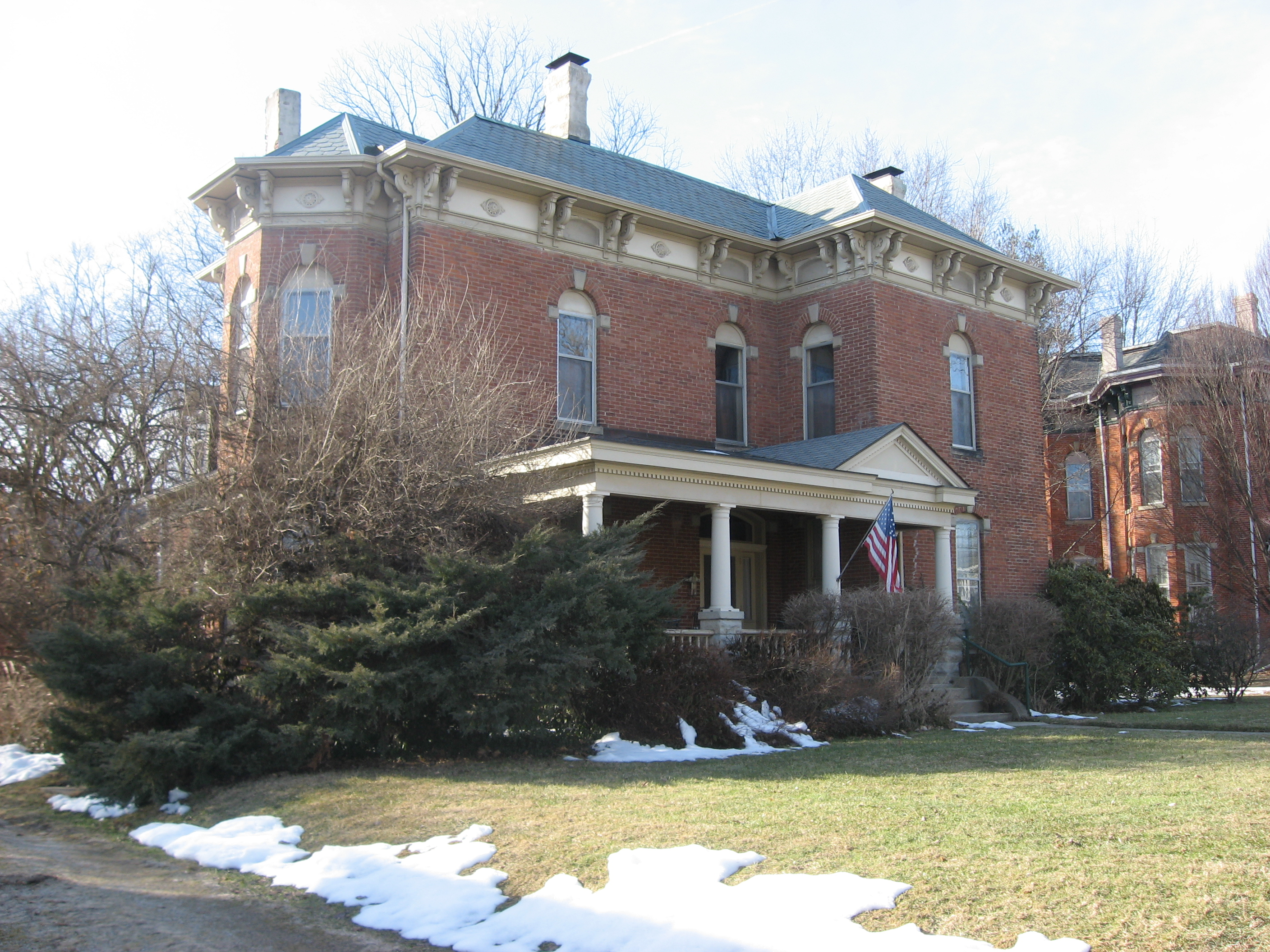
인디애나주 러시빌에 있는 윌키의 저택은 1993년 미국 국립사적지로 추가되었다.

자신의 두번째 대통령 입장을 패한 후, 윌키는 법률 업무를 수행하는 데 돌아올 것이라고 말했다.  그러나 그의 친구들은 그가 거기서 행복할 것이라고는 생각하지 않았다.  루스벨트는 4번째 기간을 위하여 자신의 러닝메이트가 되는 데 윌키에게 의문할 것을 숙고하였다.  그러나 윌키는 망설였다.  윌키와 루스벨트는 전쟁 후에 새로운 자유주의적 정당을 형성하는 논의를 했다.  그러나 윌키는 언론에 유출된 정보 때문에 백악관으로 연락을 멈추었다.  그는 루스벨트가 정치적 이득을 위하여 자신을 이용한 것처럼 느꼈다.
1944년 공화당 전당 대회에서 윌키는 연설하는 데 초대받지 않았다.  그는 "귀빈"으로서 통과를 거절하였다.  듀이는 윌키의 지지를 얻기를 희망하였다.  그러나 윌키는 자신이 사망하기 전에 그를 지지하는 데 거부하였다.  윌키는 콜리어스 잡지에 기사들을 썼다.  하나는 국제 정책을 촉구하였으며 다른 하나는 아프리카계 미국인들을 위하여 민권을 요구하였다.
윌키는 자신의 건강을 챙기지 않았다.  그는 수도 없이 담배를 피우고 드물게 운동을 했다.  1944년 8월 그는 러시빌에 있는 저택으로 가는 동안 약해짐을 느꼈다.  그는 심근 경색을 생겼으나 병원에 가는 것을 거부하였다.
윌키의 상태는 더욱 악화되었다.  9월 중순에 그는 뉴욕으로 가는 기차에 또다른 심근 경색이 생겼다.  그는 도착했을 때 거대한 고통에 있어 레녹스힐 병원으로 데려가졌다.  그는 약간 회복한 것으로 보였다.  그는 자신의 두번째 저서 〈아메리칸 프로그램〉에 일했다.  10월 4일 그는 인후통에 걸리고 3일 후에 3개 더의 심근 경색을 겪었다.  병원은 그의 상태가 비판적이었다고 공고하였다.  다음날 아침에 윌키는 치명적이었던 마지막 심근 경색이 생겨 결국 사망하였다.  그는 병원에서 다수의 심근 경색을 겪었다.
루스벨트는 윌키의 "엄청난 용기"를 칭찬하였다.  그는 윌키가 "큰 위험의 순간에 자유를 구하는 것에 공헌하였다"고 말했다.  전쟁 장관 헨리 L. 스팀슨은 윌키가 알링턴 국립 묘지에 안장될 것을 제공하였으나 부인 에디스 여사는 그가 고향 인디애나주에 안장되기를 원했다.  그의 관은 뉴욕에 있는 교회에 놓였다.  60,000명의 사람들이 그것을 보러 왔다.  윌키 부부는 러시빌의 이스트힐 묘지에 안장되었다.  그들의 무덤은 십자가와 윌키의 저서 〈하나의 세상〉으로부터 인용문들과 함께 석재 서적이 있다.
윌키의 1940년 러닝메이트 맥너리는 8개월 일찍이 사망하였다.  이것은 그들이 선거를 구했던 동안 주요 정당의 대통령 공천 후보의 둘다가 사망했던 단 하나의 시간이었다.

## 유산과 기억

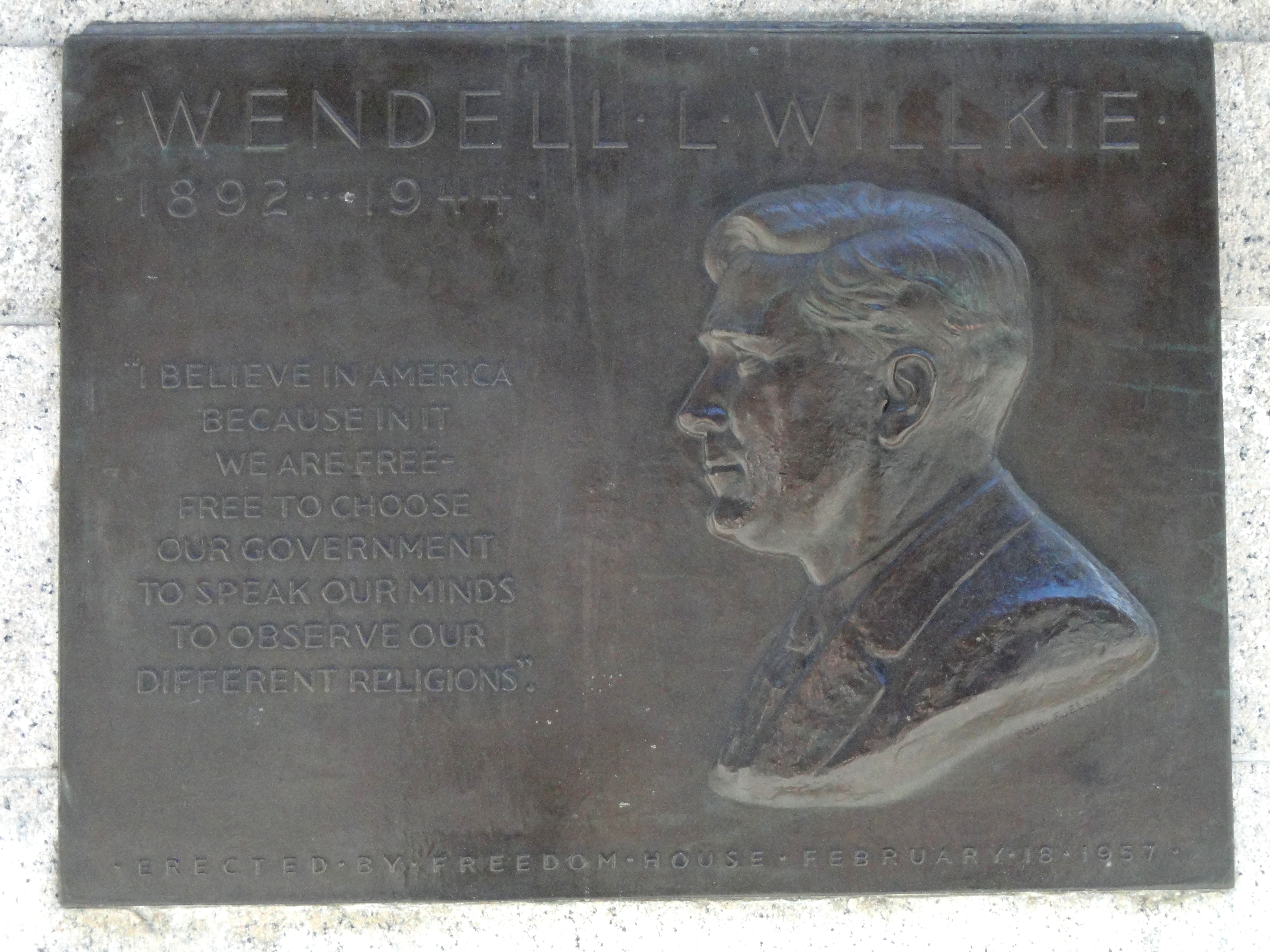
뉴욕 공립도서관의 메인 브랜치 외부에 있는 윌키에게 바쳐진 기념패

1940년 전당 대회 후에 루스벨트는 윌키의 후보 지명을 "우리나라에 신의 선물"로 불렀다.  이것은 선거가 영국으로 원조에 관할 것이 아닌 것을 확실히 했기 때문이었다.  역사가 월터 리프먼은 윌키의 후보 지명은 영국의 생존에 필수적이었는 것을 믿었다.  그는 영국이 거의 패했을 때 자유의 세계를 연합하는 데 가능하게 만들었다고 말했다.  찰스 피터스는 미국과 세계에 윌키의 영향은 "실제로 대통령직를 보유했던 대부분의 남성들의 것보다 더욱 거대했다"고 썼다.
윌키의 후보 지명은 공화당에 지속적인 흔적을 남겼다.  보수주의자들은 더욱 진보적인 진영의 성공과 함께 행복하지 않았다.  윌키의 캠페인에 일했던 제럴드 포드는 이후에 그의 참가는 "나에게 많은 다른점을 만들었다"고 썼다.
세계를 주의로 윌키의 여행과 그의 저서 〈하나의 세상〉은 대중의 지지를 증가시켰다.  많은 미국인들은 미국이 전쟁 후에 국제적으로 활동적으로 남아야 한다는 것을 믿었다.  인디애나 대학교 총장 허먼 B. 웰스는 〈하나의 세상〉이 "미국인들의 생각에 깊은 영향"을 가졌다고 말했다.
하지만 윌키의 국제주의를 위한 지지는 공화당에서 서있는 데 그에게 비용을 들였다.  그는 너무 진보적으로 보였다.
제2차 세계 대전 리버티선은 그의 영예에 웬들 L. 윌키 호로 이름이 지어졌다.
1965년 인디애나 대학교는 윌키 사각건물을 지었다.  이 건물은 그의 이름을 딴 11층의 학생 거주지이다.
1992년 미국 우정청은 윌키의 출생 이래 100년을 특정짓는 데 75 센트의 우표를 발행하였다.  윌키의 전기작가 스티브 닐은 윌키가 "훨씬 더욱 중요한 것을 얻어 미국 역사상 지속되는 장소이다"고 썼다.  윌키는 한번 자신이 "중요하지 않은 대통령"이기 보다는 "큰 위기의 순간에 자유를 구하는 데 공헌한" 자로서 기억되기를 원한다고 말했다.

## 저서
- 〈하나의 세상〉 (1943년)
- 〈아메리칸 프로그램〉(1944년 짧은 에세이 모음)

## 역대 선거 결과
| 선거명      | 직책명        | 대수 | 정당   | 득표율 | 득표수 (선거인단)   | 결과 | 당락 |
| ----------- | ------------- | ---- | ------ | ------ | ------------------- | ---- | ---- |
| 1940년 선거 | 미국의 대통령 | 32대 | 공화당 | 44.79% | 22,347,744표 (82명) | 2위  | 낙선 |